# Fresneaux-Montchevreuil
Fresneaux-Montchevreuil – miejscowość i dawna gmina we Francji, w regionie Hauts-de-France, w departamencie Oise. W 2016 roku populacja ówczesnej gminy wynosiła 782 mieszkańców. 
W dniu 1 stycznia 2019 roku z połączenia dwóch ówczesnych gmin – Bachivillers oraz Fresneaux-Montchevreuil – powstała nowa gmina Montchevreuil. Siedzibą gminy została miejscowość Fresneaux-Montchevreuil. 